# Ризина
Ри́зина (лат. Rhizina) — монотипный род грибов, входящий в семейство Rhizinaceae. Единственный вид — Ризина волни́стая (Rhizina undulata).

## Описание
Выпуклый дискомицет. Плодовое тело до 10 см в диаметре, заметно выпуклое или плоское, почти не поднимающееся над субстратом, неправильной формы, с волнистым краем. Несколько плодовых тел могут срастаться в одну бесформенную массу. Верхняя поверхность — спороносная (гименофор), гладкая, различных оттенков коричневого (от красноватого до почти чёрного), по краю белая. Нижняя стерильная поверхность желтоватая, часто неровная, с заметными толстыми ризоидами, без какой-либо ложной ножки.
Мякоть крепкая, затем жёсткая, кожистая.
Споры белые в массе, веретеновидной формы, 30—40×7—10 мкм, с гладкими или немного неровными стенками.
Пищевого значения гриб не имеет, считается несъедобным.

### Сходные виды
- Discina ancilis (Pers.) Sacc., 1889 — Дисцина щитовидная — внешне может напоминать ризину. Отличается местом произрастания, отсутствием крепких толстых ризоидов, чаще вдавленными, а не выпуклыми плодовыми телами. Съедобна.

## Экология и ареал
Широко распространена в Европе и Северной Америке. Завезена в Южную Африку. Встречается редко, одиночно или небольшими группами, появляющийся на пожарищах. Споры гриба прорастают только после воздействия высокой температуры.
Сапротроф, произрастающей на корнях мёртвых хвойных деревьев, также паразит, вызывающий корневую гниль хвойных и их гибель.

## Синонимы
- Helvella acaulis (Batsch) Pers., 1800
- Helvella inflata Schaeff., 1774
- Octospora rhizophora (Willd.) Hedw., 1789
- Peziza rhizophora Willd., 1787
- Phallus acaulis Batsch, 1783
- Racodium nigrum Schumach., 1803
- Rhizina inflata (Schaeff.) Quél., 1886
- Rhizina inflata var. rhizophora (Willd.) Massee, 1895
- Rhizina laevigata Fr., 1815
- Rhizina laevigata var. praetexta (Ehrenb.) Pers., 1822
- Rhizina praetexta Ehrenb., 1818